# Justyna Kaczkowska
Justyna Izabela Kaczkowska (* 7. Oktober 1997 in Jaworze) ist eine ehemalige polnische Radsportlerin, die Rennen auf Bahn und Straße bestritt.

## Sportliche Laufbahn
2015 wurde Justyna Kaczkowska Junioren-Weltmeisterin in der Einerverfolgung, im Scratch wurde sie Vize-Weltmeisterin. Auf der Straße wurde sie Dritte der polnischen Straßenmeisterschaft der Juniorinnen. Im selben Jahr errang sie den Titel der Junioren-Europameisterin ebenfalls in der Einerverfolgung und belegte gemeinsam mit Nikola Rózynska, Weronika Humelt und Daria Pikulik Rang zwei in der Mannschaftsverfolgung.
2016 wurde Kaczkowa erneut Europameisterin, dieses Mal in der Kategorie U23. Mit Monika Graczewska, Łucja Pietrzak und Daria Pikulik wurde sie Dritter in der Mannschaftsverfolgung. Im selben Jahr wurde sie zum Start bei den Olympischen Spielen in Rio de Janeiro nominiert und startete ebenfalls in der Mannschaftsverfolgung; ihr Team wurde in der zweiten Runde disqualifiziert. 2017 wurde sie U23-Europameisterin in der Einerverfolgung, in der Mannschaftsverfolgung errang sie gemeinsam mit Weronika Humelt, Nikol Płosaj und Wiktoria Pikulik die Silbermedaille. Sie gewann die Einerverfolgung Lauf des
Bahnrad-Weltcups in Pruszków.
Bei den Europameisterschaften 2018 errang Justyna Kaczkowska die Bronzemedaille in der Einerverfolgung. 2019 belegte sie mit Katarzyna Pawłowska, Karolina Karasiewicz und Nikol Płosaj bei den Europaspielen in der Mannschaftsverfolgung Platz drei.

## Erfolge
2014
- Junioren-Europameisterschaft – Mannschaftsverfolgung (mit Natalia Radzicka, Nikol Płosaj und Daria Pikulik)

2015
- Junioren-Weltmeisterin – Einerverfolgung
- Junioren-Weltmeisterschaft – Scratch
- Junioren-Europameisterin – Einerverfolgung
- Junioren-Europameisterschaft – Mannschaftsverfolgung (mit Nikola Rózynska, Weronika Humelt und Daria Pikulik)

2016
- Bahnrad-Weltcup in Glasgow – Einerverfolgung
- Europameisterschaft – Einerverfolgung, Mannschaftsverfolgung (mit Katarzyna Pawłowska, Daria Pikulik und Nikol Płosaj)
- Europameisterin (U23) – Einerverfolgung
- Europameisterschaft (U23) – Mannschaftsverfolgung (mit Monika Graczewska, Łucja Pietrzak und Daria Pikulik)

2017
- Bahnrad-Weltcup in Pruszków – Einerverfolgung
- Europameisterschaft – Einerverfolgung
- Europameisterschaft – Mannschaftsverfolgung (mit Katarzyna Pawłowska, Daria Pikulik und Nikol Płosaj)
- Europameisterin (U23) – Einerverfolgung
- Europameisterschaft (U23) – Mannschaftsverfolgung (mit Weronika Humelt, Nikol Płosaj und Wiktoria Pikulik)
- Polnische Meisterin – Einerverfolgung

2018
- Europameisterschaft – Einerverfolgung
- Polnische Meisterin – Einerverfolgung

2019
- Europaspiele – Mannschaftsverfolgung (mit Katarzyna Pawłowska, Karolina Karasiewicz und Nikol Płosaj)
- Polnische Meisterin – Einerverfolgung